# Maxillaria calimaniana
Maxillaria calimaniana är en orkidéart som beskrevs av Vitorino Paiva Castro. Maxillaria calimaniana ingår i släktet Maxillaria och familjen orkidéer. Inga underarter finns listade i Catalogue of Life.